# Stowarzyszenie Fotografów Zawodowych Królestwa Polskiego

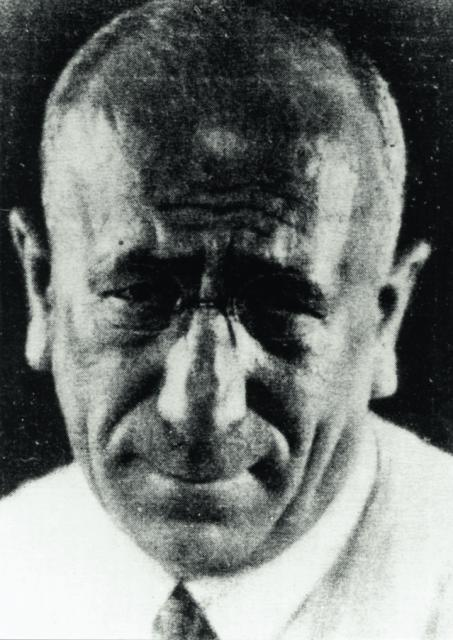
Marian Fuks – jeden z inicjatorów utworzenia SFZKP

Stawarzyszenie Fotografów Zawodowych Królestwa Polskiego – stowarzyszenie, organizacja rzemieślnicza utworzona w 1910 roku, z inicjatywy fotografów warszawskich.

## Historia
Stawarzyszenie Fotografów Zawodowych Królestwa Polskiego zostało utworzone z inicjatywy (m.in.) Mariana Fuksa, Feliksa Krzemińskiego, Bronisława Mieszkowskiego, Jana Piszczatowskiego. Pierwszym prezesem Zarządu (Komitetu) SFZKP został wybrany Leonard Kowalski (właściciel wytwórni materiałów fotochemicznych w Warszawie) – kolejnym prezesem Zarządu SFZKP był Anatoliusz Masłowski. Jednym z inicjatorów utworzenia Stowarzyszenia Fotografów Zawodowych Królestwa Polskiego był Marian Fuks – nie został jednak przyjęty w poczet jego członków. 
Celem odróżnienia członków stowarzyszenia od fotoamatorów – SFZKP wyposażyło zrzeszonych fotografów w metalowe odznaki przypinane do klapy marynarki. Stawarzyszenie Fotografów Zawodowych Królestwa Polskiego nie miało uprawnień do orzekania o kwalifikacjach zawodowych (brak komisji egzaminacyjnych), nie ustanawiało ograniczeń zawodowych – zakończyło działalność przed rokiem 1914.